# Igreja Católica em Bangladesh
A Igreja Católica em Bangladesh é parte da Igreja Católica universal, em comunhão com a liderança espiritual do Papa, em Roma, e da Santa Sé. De grande maioria muçulmana, o país é oficialmente secular, mas, segundo a Fundação ACN, "uma forte corrente do Islã militante continua a gerar uma hostilidade significativa contra as minorias religiosas". Nos últimos anos houve um aumento drástico da violência contra essas minorias, e as perspectivas para a liberdade religiosa são negativas. Os cristãos que têm origem em outras fés tradicionais, como do islã, hinduísmo ou budismo, enfrentam graves restrições, discriminações e ataques. A identidade de uma comunidade é normalmente ligada às suas crenças religiosas, e deixar de segui-las é interpretado como traição.  A lista de perseguição religiosa de 2023 da Fundação Portas Abertas classificou Bangladesh como o 26.º país que mais persegue os cristãos.

## História

### Colonização
Originalmente habitada por povos budistas e hindus, Bengala Oriental esteve sob domínio muçulmano no século XIII. O primeiro missionário, padre Francisco Fernández, chegou no ano de 1598. A primeira igreja de Bangladesh foi construída no ano seguinte em Diang, hoje chamada Chittagong. Em 1599, quatro missionários jesuítas chegaram a Chittagong para ministrar a esta comunidade, um dos quais foi para Chandecan, perto da atual cidade de Sathkhira. Lá a primeira igreja foi dedicada em 1º de janeiro de 1600, como a Igreja de Jesus. A segunda igreja, fundada em Chittagong em 1601, foi dedicada a São João Batista. Em 14 de novembro de 1602, o padre Fernández foi martirizado; tendo sido sepultado onde hoje está a Catedral de Chittagong. Devido à aceitação da nova fé, em 1607, 600 fiéis católicos foram queimados vivos por soldados do reino. Em 1612, missionários agostinianos portugueses introduziram pela primeira vez o cristianismo em Dhaka e, em 1628, construíram a primeira igreja, a Igreja da Assunção.

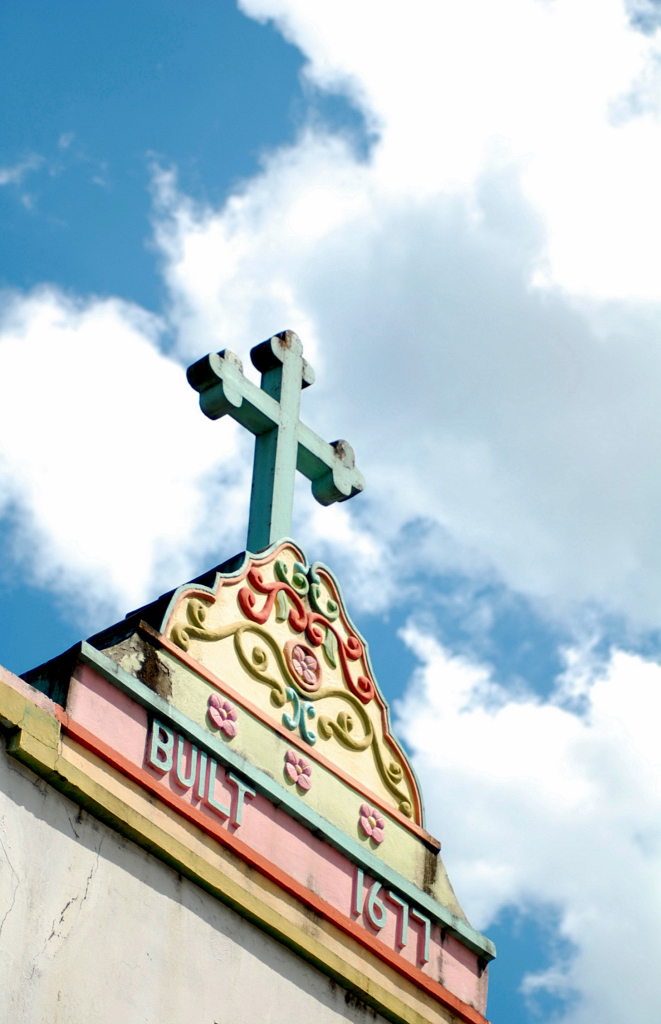
Foto da igreja do Santo Rosário, com a inscrição em inglês Built 1677, que traduzida significa Construída em 1677.

A primeira paróquia católica em Bengala Oriental, a Igreja do Santo Rosário, foi fundada em 1677. Em 1695, uma segunda paróquia foi criada, desta vez em Nagari, e dedicada a São Nicolau de Tolentino. A terceira igreja, de Barisal, foi dedicada a Nossa Senhora da Guia, foi construída em 1764 na atual Arquidiocese de Chittagong. Outras paróquias foram sendo criadas nos séculos XIX e XX em resposta ao aumento gradual da população cristã e à migração de famílias de uma região do país para outra.
Em 1606, quando Mylapore, na Índia, se tornou uma diocese, todos os centros missionários de Bengala foram colocados sob sua jurisdição. Em 1834, Roma criou o Vicariato Apostólico de Bengala, sob a jurisdição da Congregação para a Propagação da Fé e, em 1850, foi feita a divisão os vicariatos apostólicos de Bengala Ocidental e Bengala Oriental. Dois anos depois, o Vicariato de Bengala Oriental, com sede em Dhaka, foi confiado à recém-fundada Congregação de Santa Cruz. Os primeiros missionários da Santa Cruz da Província Canadense chegaram em maio de 1853 e administraram o vicariato até 1876, quando foram chamados de volta à França. O vicariato passou administrado por monges beneditinos da província anglo-belga até o retorno dos missionários em 1889.
Em 1º de setembro de 1886, o Papa Leão XIII concedeu a Dhaka o status de diocese, a primeira em Bengala Oriental. A nova diocese incluía os territórios da atual Arquidiocese de Chittagong, além de territórios que hoje pertencem à Índia e Mianmar. No entanto, foi só em 12 de novembro de 1890 que o secretário da Congregação para a Propagação da Fé anunciou a escolha de Augustine Joseph Louage, como o primeiro bispo de Dhaka; ele chegou em março seguinte. Em setembro de 1960, o Papa João XXIII nomeou Theotonius Amal Ganguly o primeiro bispo-auxiliar nativo de Dhaka, encantando os bengalis por ser de origem bengali. Ganguly foi arcebispo de Dhaka de 1967 até sua morte, em 1977.
Em 25 de maio de 1927, as dioceses de Chittagong e de Dinajpur foram criadas para otimizar a administração. Mesmo depois de o Reino Unido ter renunciado ao seu poder colonial sobre o subcontinente indiano em 1947, Dhaka continuou a ser sufragânea da Arquidiocese de Calcutá. Em julho de 1950, uma nova província eclesiástica foi criada quando Dhaka foi elevada a arquidiocese e as dioceses de Chittagong e Dinajpur tornaram-se sufragâneas. Em 3 de janeiro de 1952, a Diocese de Khulna (até 1956 chamada Diocese de Jessore) tornou-se a quarta diocese no Paquistão Oriental. Devido às migrações massivas e à agitação social entre muçulmanos e hindus após a divisão do subcontinente indiano, foi eventualmente necessária uma grande reestruturação da Igreja.

### Independência
Em 16 de dezembro de 1971, após uma guerra de independência de nove meses, a província do Paquistão Oriental tornou-se o estado independente de Bangladesh. Em 1988, o Islão foi declarado religião oficial, embora a liberdade religiosa fosse garantida pela nova constituição. Dhaka tornou-se a capital do país e o local mais importante para os católicos bengalis. Shirin Sharmin Chowdhury, presidente do Parlamento de Bangladesh, lembrou, em 2021, que "durante a guerra da independência, muitos cristãos fiéis também lutaram pela liberdade. Igrejas, hospitais e instituições educacionais cristãs deram abrigo e proteção aos combatentes e refugiados". Sendo ex-aluno do colégio católico Holy Cross, o parlamentar também afirmou que "os cristãos são uma pequena comunidade, mas contribuem para o desenvolvimento e crescimento do país". Os cálculos concluem que cerca de 417 cristãos participaram da guerra de independência, sendo que pelo menos dez morreram, incluindo uma freira e três padres: padre Mario Veronesi, padre William Evans, e o padre Lucas Marandi, nascido em Bangladesh.
Em 15 de maio de 1987, um ano depois de visitar Bangladesh, o Papa João Paulo II criou a Diocese de Mymensingh e nomeou Francis Anthony Gomes como seu primeiro bispo. Em 21 de maio de 1990, foi erigida a Diocese de Rajshahi. Patrick D’Rozario, CSC, foi nomeado primeiro bispo da nova diocese.
Em 1975, como consequência da independência, um seminário maior nacional foi formalmente estabelecido em Dhaka para formar candidatos ao sacerdócio, bem como para a formação de irmãs, irmãos e leigos nativos. O seminário de Dhaka resultou num aumento do número de padres locais, ultrapassando o número de padres estrangeiros no início da década de 1990. Em 1997, por incentivo de São João Paulo II, é inaugurado o Santuário de Nossa Senhora de Fátima, em Baromari, Diocese de Mymensingh, que chega a receber cerca de 30 mil peregrinos nas festividades de outubro.

## Atualmente

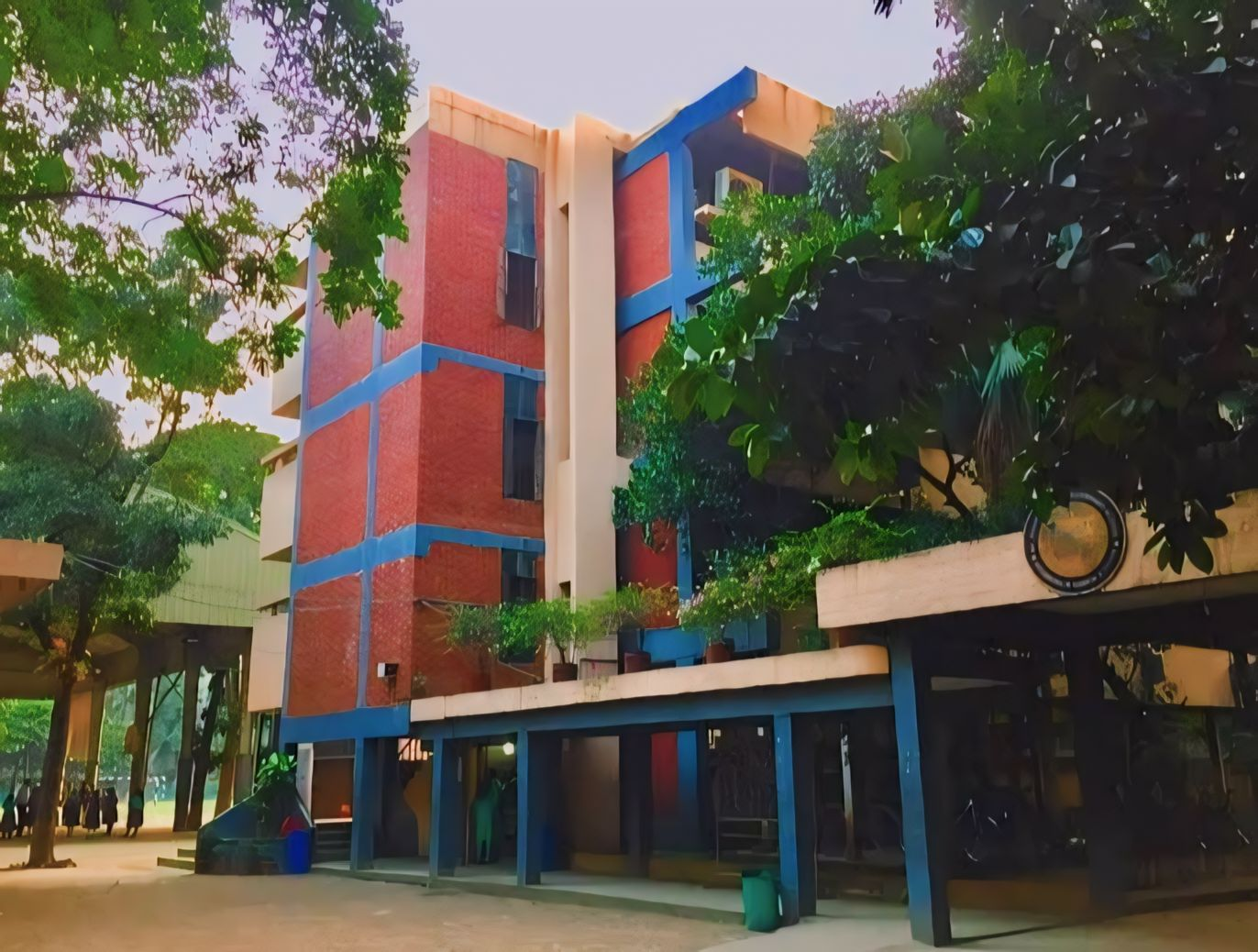
Escola secundária católica de São José, localizada em Dhaka

Em 2000, Bangladesh era citado como o país mais densamente povoado do mundo. As tensões causadas por esta superpopulação extrema, bem como pela fome e pelas contínuas diferenças religiosas e étnicas aumentaram em 1998, quando extremistas muçulmanos assumiram o crédito por vários ataques a igrejas e escolas católicas e protestantes em Dhaka. Num esforço para mitigar tais ações, os bispos do Bangladesh incentivaram programas ecuménicos e de extensão social em todas as paróquias do país. A maioria dos cristãos de Bangladesh eram tradicionalmente membros da tribo lushai. Destes cristãos, metade eram membros de uma das 76 paróquias católicas do país em 2000. A Igreja continuou a combater as elevadas taxas de analfabetismo de Bangladesh através do funcionamento de duas faculdades, mais de 40 escolas secundárias, 190 escolas primárias e centros de formação, e quatro escolas técnicas em todo o país. Além disso, a Igreja presta ajuda humanitária através de seus hospitais e dispensários, leprosários, orfanatos e lares para crianças abandonadas, deficientes e indigentes. Além disso, a Caritas Bangladesh, gerida pelos católicos, ganhou enfoque internacional pelo seu envolvimento em questões de desenvolvimento humano, e as organizações católicas continuaram a estar na linha da frente na resposta à luta contínua da região contra as catástrofes naturais, como as graves inundações que ocorreram em 1998. Dados de 2021 apotam que o número de paróquias havia passado para 97, e eram 360 sacerdotes, dois diáconos, 105 seminaristas, 101 religiosos e 1100 religiosas. Somente a Arquidiocese de Chittagong dirige 16 escolas, 125 jardins de infância, 17 albergues e 13 dispensários médicos. Além disso, a Igreja bengalesa possui uma universidade, 10 colégios, mais de 500 escolas. No total, há cerca de 100 mil estudantes nessas instituições, que em sua maior parte são muçulmanos.
O partido político bengali que mais apoia o secularismo é a Liga Awami, que lidera esforços para diminuir a influência islâmica no governo. Em resposta a isso, militantes fundamentalistas iniciaram uma campanha de ataques violentos contra diversos grupos, dentre eles as minorias religiosas — em especial hindus e cristãos. Nos últimos dois anos, a campanha teve aumento de atos de crueldade e intensidade nos últimos dois anos. Tentar converter muçulmanos pode implicar graves punições aos cristãos, e os que se convertem têm que se reunir às escondidas para evitar ataques. Aqueles de minorias étnicas que vivem no campo também correm o risco de perderem sua terra por serem seguidores de Jesus.
| “ | Os professores sempre diziam coisas ruins sobre os cristãos e todos os estudantes muçulmanos riam e gostavam de zombar de nós. Eu não pude dizer nada. Eu não pude protestar. Eu não tinha para quem reclamar. Ninguém me ouviu. | ” |
|   | — Cristão bengali em entrevista à Fundação Portas Abertas. |   |

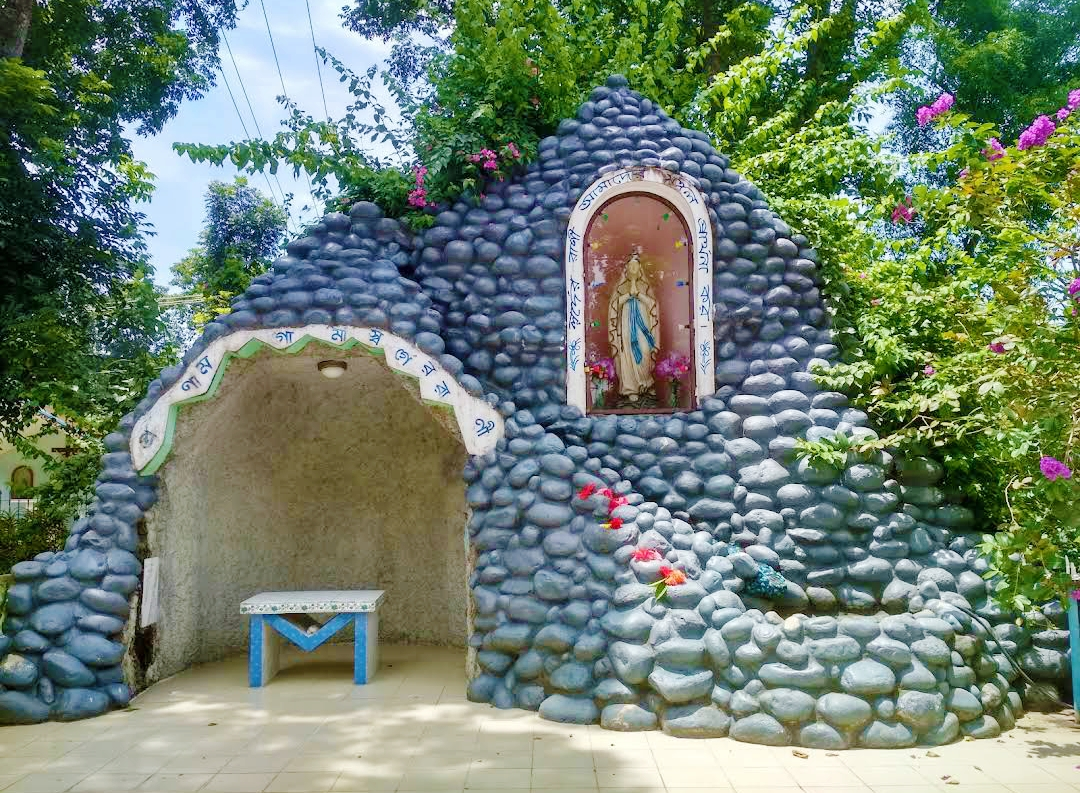
Gruta dedicada a Nossa Senhora de Lourdes, na igreja do Espírito Santo, em Dhaka.

As mulheres enfrentam mais pressão familiar quando se convertem ao cristianismo, e ficam sujeitas a assédio, abuso sexual, físico e emocional, casamento ou divórcio forçado, prisão domiciliar e sequestro. Enquanto isso, os homens estão mais propensos a serem expulsos de casa e sofrerem violência física.
Em novembro de 2016, Bangladesh passa a ter seu primeiro cardeal: Dom Patrick D'Rozario. Em 29 de novembro de 2017, véspera da chegada do Papa Francisco ao país, o padre Walter William Rosario desapareceu, e só foi encontrado no dia 1º de dezembro, com vida; sendo que as circunstâncias do desaparecimento não foram esclarecidas. Em maio de 2018, a Liga Awami, aceitou um financiamento de um bilhão de dólares da Arábia Saudita para construir 560 mesquitas em território bengali, porém, o dinheiro do financiamento nunca chegaram, fazendo com que o governo arcasse com esse custo, gerando pedidos de líderes católicos por fundos iguais para todos os prédios e instituições religiosas. Nesse mesmo ano, a Igreja Católica do país comemora os 500 anos do início da evangelização das terras bengalis, pelos portugueses.
A pandemia de COVID-19 teve grandes impactos na Igreja Católica bengalesa, devido à imposição do fechamento das igrejas e da suspensão das missas com a presença do povo. Entretanto, usando a criatividade, as paróquias do país conseguiram fazer campanhas de arrecadação de fundos para que não houvesse interrupção dos projetos sociais e caritativos, de modo que a maioria dessas paróquias não têm renda fixa e propriedades, fazendo com que dependam inteiramente das doações dos fiéis. O impacto econômico também foi sentido por congregações que dependiam da renda obtida no funcionamento das escolas, que foram fechadas. As ordens que dependiam desse dinheiro tiveram de apelar à ajuda de outras fundações para subsistir. Vítima da COVID, faleceu em 13 de julho Dom Moses Costa, arcebispo de Chittagong. Ainda no ano de 2020, os bispos de Bangladesh iniciaram uma campanha de plantio de árvores, em comemoração aos cinco anos de lançamento da encíclica Laudato si. Em 2021, a Igreja organiza comemorações pelos 50 anos da independência do país. Em 2022, vários ataques incendiários foram registrados, além da morte de cerca de 22 membros de grupos étnicos. Também ocorreram muitas invasões a terras de agricultores cristãos. No dia 6 de abril de 2023, Quinta-feira Santa, um acampamento de cristãos em uma área rural de foi atacado por uma multidão armada, causando pânico. Oito cristãos foram detidos e fuzilados. Dois meses depois, um menino de apenas oito anos, chamado Ariful, foi atacado por seus vizinhos, em Dhaka, que jogaram água quente em sua cabeça e causando graves queimaduras em seu escalpo, rosto, peito e costas, após saberem que sua família se convertera ao cristianismo. O menino teve de ficar hospitalizado por 10 dias. A família já havia se mudado para Dhaka buscando mais segurança, porque tiveram que deixar sua cidade-natal após serem ameaçados e terem vagas de emprego negadas ao pai da família. Apesar da denúncia feita à polícia, nenhum suspeito foi interrogado.

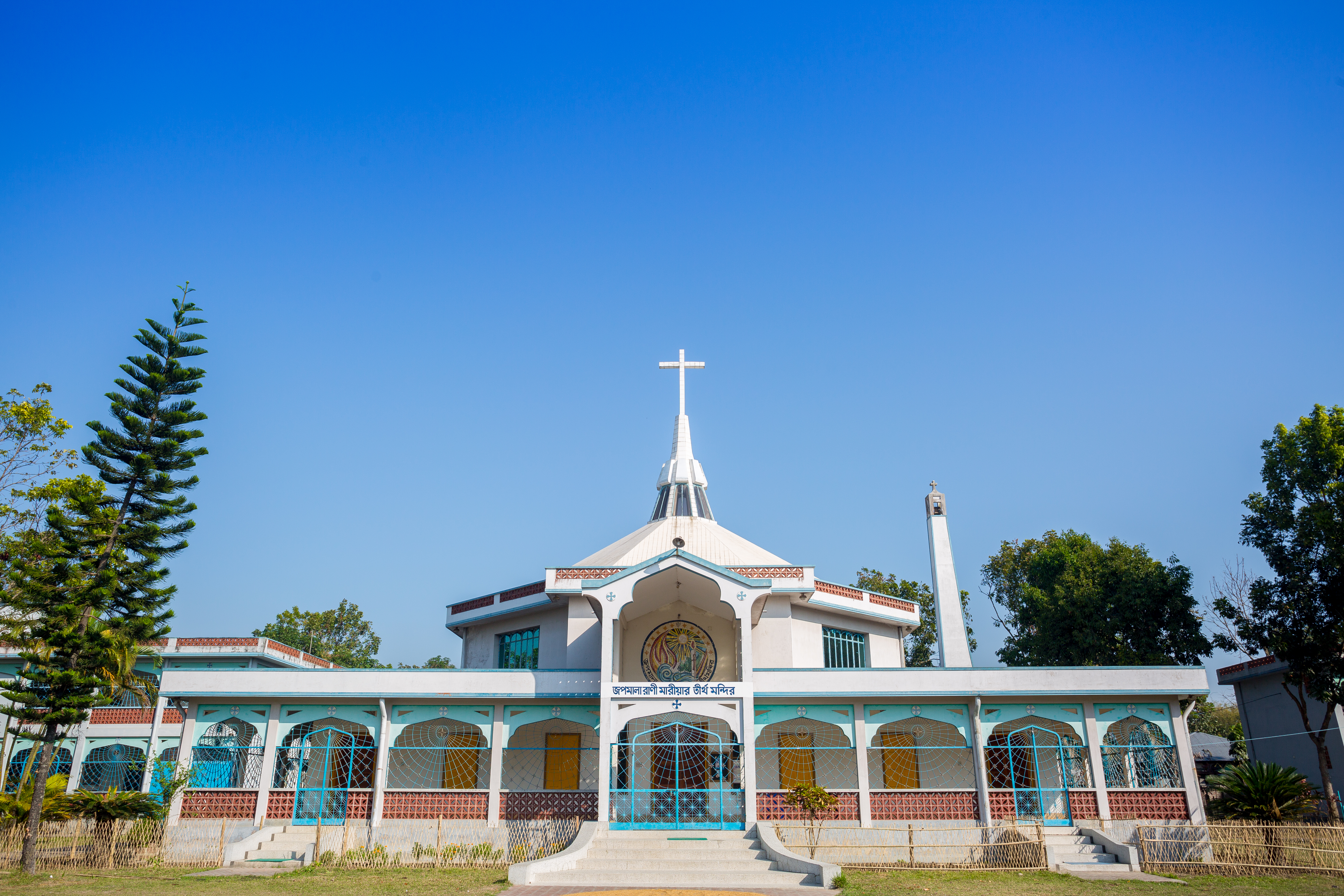
Igreja de Santa Maria.

A Igreja Católica, através da Caritas, administra o Centro de Reabilitação e Assistência aos Toxicômanos do Bangladesh, que em julho de 2022 foi condecorado pelo governo bengali pela terceira vez, como o segundo melhor centro de reabilitação para usuários de drogas do país. O local tem a melhor taxa de reabilitação do país: aproximadamente 40%. A condecoração foi concedida pelo ministro do Interior, Asaduzzaman Khan. Outra ação social importante é feita nas plantações de chá, no território da Diocese de Sylhet. A parceria da diocese com as irmãs missionárias de Madre Teresa rendeu a construção de 50 escolas, um hospital e duas clínicas especialmente voltados para os trabalhadores das lavouras — cerca de 600 mil pessoas, especialmente hindus, que, "ao verem a bondade da Igreja Católica, o seu trabalho a favor dos pobres", começam a ficar "abertos a receber a fé cristã", relata Bejoy D'Cruze, bispo de Sylhet. O prelado também afirma que a "cada ano, na minha diocese, tenho cerca de 100 novos batismos de adultos". Há também outras iniciativas caritativas, que incluem distribuição de mantimentos a moradores de rua, e aos roingas — refugiados no país ao fugirem da perseguição do governo de Mianmar.

## Organização territorial
O catolicismo está presente no país com oito circunscrições eclesiásticas, sendo duas arquidioceses e seis dioceses, todas de rito romano.
| Circunscrições eclesiásticas católicas de Bangladesh | Circunscrições eclesiásticas católicas de Bangladesh | Circunscrições eclesiásticas católicas de Bangladesh | Circunscrições eclesiásticas católicas de Bangladesh | Circunscrições eclesiásticas católicas de Bangladesh |
| Circunscrição                                        | Ano de ereção                                        | Catedral                                             | Foto                                                 | Ref.                                                 |
| ---------------------------------------------------- | ---------------------------------------------------- | ---------------------------------------------------- | ---------------------------------------------------- | ---------------------------------------------------- |
| Arquidiocese de Chittagong                           | 1927                                                 | Catedral de Nossa Senhora do Santo Rosário           |                                                      | [ 29 ]                                               |
| Diocese de Barishal                                  | 2015                                                 | Catedral de São Pedro                                |                                                      | [ 30 ]                                               |
| Diocese de Khulna                                    | 1952                                                 | Catedral de São José                                 |                                                      | [ 31 ]                                               |
| Arquidiocese de Dhaka                                | 1850                                                 | Catedral de Santa Maria                              |                                                      | [ 32 ]                                               |
| Diocese de Dinajpur                                  | 1927                                                 | Catedral de São Francisco Xavier                     |                                                      | [ 33 ]                                               |
| Diocese de Mymensingh                                | 1987                                                 | Catedral de São Patrício                             |                                                      | [ 34 ]                                               |
| Diocese de Rajshahi                                  | 1990                                                 | Catedral do Bom Pastor                               |                                                      | [ 35 ]                                               |
| Diocese de Sylhet                                    | 2011                                                 | Catedral de São José                                 |                                                      | [ 36 ]                                               |

## Conferência Episcopal
A reunião dos bispos do país forma a Conferência dos Bispos Católicos de Bangladesh, e foi criada em 1971.

## Nunciatura Apostólica
A Nunciatura Apostólica de Bangladesh foi criada em 2 de fevereiro de 1973, e sua sede fica localizada em Dhaka, capital do país.

## Visitas papais
O país foi visitado por três vezes por papas, sendo a primeira vez por São Paulo VI, uma por São João Paulo II e uma pelo Papa Francisco. A primeira viagem foi feita entre no dia 27 de novembro de 1970, e também incluiu o Irã, as Filipinas, Samoa Ocidental, a Austrália, a Indonésia, Hong Kong e Ceilão.
| “ | Venho até vós como chefe da religião católica, cujo Fundador fez do amor fraternal o sinal pelo qual os seus discípulos deveriam ser conhecidos. Gostaria de vos dizer com as minhas palavras fracas como o povo católico está cheio de profunda compaixão e tem o desejo de ser um convosco. Não venho com o prestígio da riqueza nem com o poder da assistência tecnológica. É claro que estimo e encorajo os governos e povos de todo o mundo que nobremente se levantaram para vos ajudar. A minha participação não vem menos do coração; pois acredito profundamente que somos filhos de uma única família humana. A tristeza que agora envolve o seu povo não deve transformar-se em desespero. Que o testemunho concreto da solidariedade das pessoas ao virem em vosso auxílio vos sirva de luz no período obscuro que atravessais; que seja um conforto e restaure sua coragem e esperança em um amanhã melhor. | ” |
|   | — Discurso de Paulo VI na cerimônia de boas-vindas, no aeroporto de Dhaka, no dia 27 de novembro de 1970. |   |

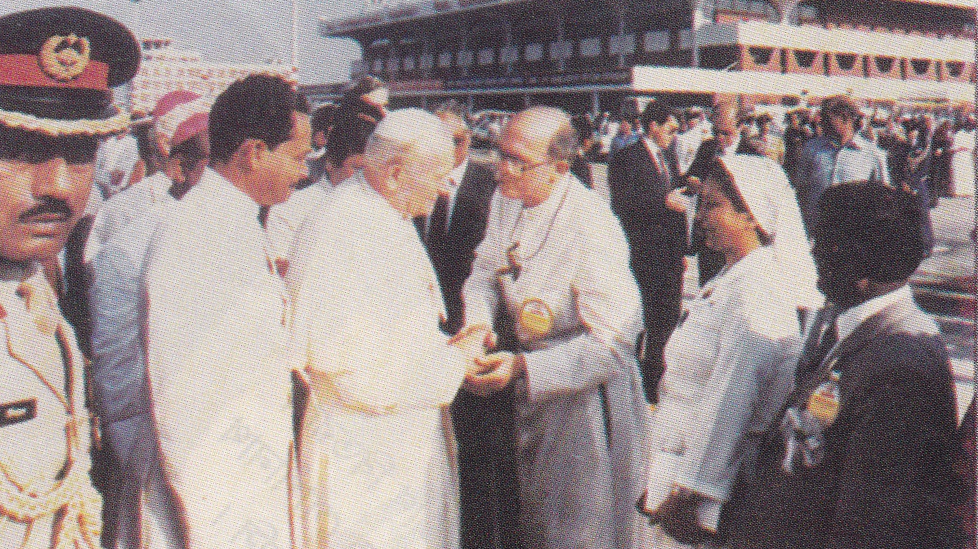
Diretor do Colégio Notre Dame recebendo o Papa João Paulo II no Aeroporto de Dhaka

A segunda viagem ocorreu em 19 de novembro de 1986, incluindo em seu roteiro também Singapura, Fiji, Nova Zelândia, Austrália e Seicheles.
| “ | Deveis tentar mostrar aos vossos irmãos muçulmanos e aos seguidores de outras tradições religiosas que a vossa fé cristã, longe de enfraquecer o vosso sentimento de orgulho pela vossa pátria e o vosso amor por ela, ajuda-vos a valorizar e respeitar a cultura e o patrimônio do Bangladesh. Inspira você a enfrentar os desafios dos dias atuais com amor e responsabilidade. [...]. A Igreja Católica está empenhada num caminho de diálogo e de colaboração com os homens e mulheres de boa vontade de todas as tradições religiosas. | ” |
|   | — Homilia do Papa João Paulo II em missa celebrada no Estádio de Ershad, em 19 de novembro de 1986. |   |

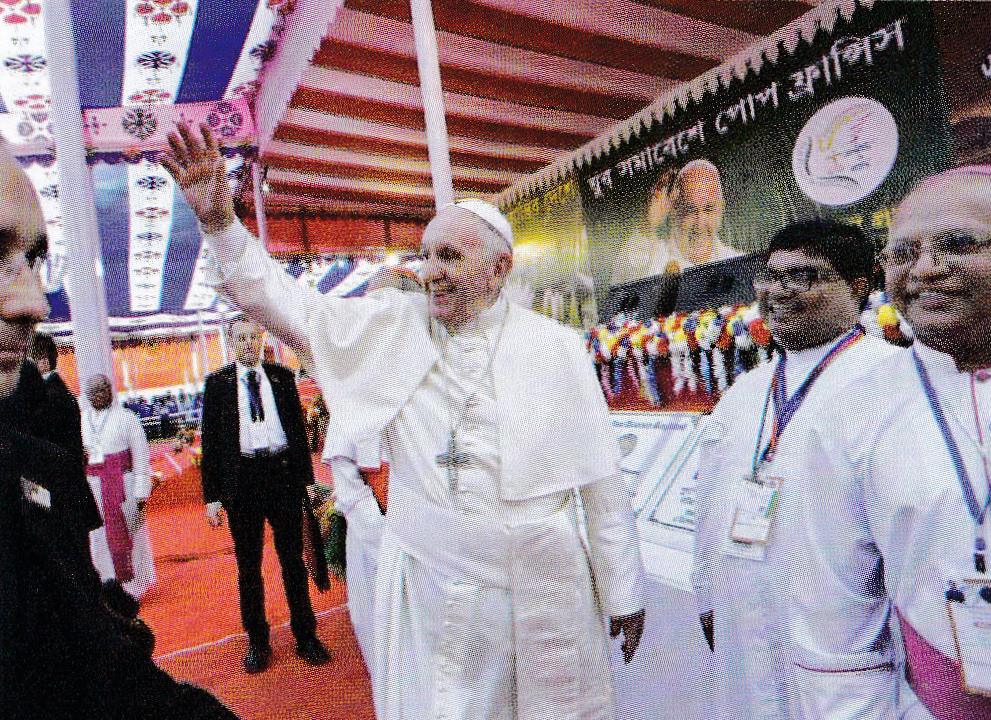
Papa Francisco em Bangladesh em encontro com os jovens no Colégio Notre Dame.

Por fim, a terceira viagem ocorreu entre 30 de novembro e 2 de dezembro de 2017, incluindo em seu roteiro também Mianmar. O principal motivo da viagem é a crise humanitária do êxodo do povo roinga, discriminado pelo governo birmanês. Ainda assim, apurações da mídia mostraram que o líder católico é totalmente desconhecido da maioria da população ruainga. Apenas em 2017, mais de 700 mil fugiram da repressão do governo de Mianmar, o que fez as Nações Unidas considerarem que o governo birmanês tenta realizar uma limpeza étnica. Francisco aproveitou a oportunidade da viagem para ordenar 16 padres em uma missa.
| “ | A abertura do coração é também um caminho, que leva à busca de bondade, justiça e solidariedade. Induz a procurar o bem do nosso próximo. [...]. A solicitude religiosa pelo bem do nosso próximo, que brota dum coração aberto, flui como um grande rio, irrigando as terras áridas e desertas do ódio, da corrupção, da pobreza e da violência que lesa imenso as vidas humanas, divide as famílias e desfigura o dom da criação. | ” |
|   | — Discurso do Papa Francisco com líderes de diversas religiões de Bangladesh, em 1º de dezembro de 2017. |   |